# Tetraloniella dentata
Tetraloniella dentata är en biart som först beskrevs av Ernst Friedrich Germar 1839. Den ingår i släktet Tetraloniella och familjen långtungebin. Inga underarter finns listade i Catalogue of Life.

## Beskrivning
Arten är ett 11 till 15 mm långt bi, med långhårig päls och en bakkropp som är randig i ljusare och mörkare fält. Antennerna, som är helt svarta, är mycket långa hos hanen. Clypeus (munskölden) har gula markeringar hos honan. Som alla arter i släktet påminner biet om ett honungsbi.

## Utbredning
Utbredningsområdet omfattar Syd- och Mellaneuropa till europeiska Ryssland i öster, Iberiska halvön, Marocko och Algeriet i söder samt Turkiet och Syrien i sydöst. Den är troligen nationellt utdöd i Slovakien och Slovenien, starkt hotad i Tyskland, samt sårbar i Schweiz. Globalt klassificerar emellertid IUCN den som livskraftig ("LC").

## Ekologi
Tetraloniella dentata lever på gräsmarker, i buskmarker av macchiakaraktär och på pustaliknande stäpper i Centraleuropa och Ryssland. I bergen kan arten gå upp till drygt 1 000 m. Den är polylektisk, den flyger till värdväxter från flera familjer; i synnerhet korgblommiga växter, men även ärtväxter, strävbladiga växter, kransblommiga växter och triftväxter. Flygtiden varar från maj till augusti.
Likt alla arter i släktet är arten ett solitärt bi som bygger larvbon i marken, det vill säga den är icke-samhällsbildande, honan gräver själv ut boet.. Det är dock vanligt att flera honor gräver ut sina larvbon nära varandra i stora kolonier på flera hundra bon.. Bona kan parasiteras av biet Ammobates vinctus, vars larver lever av den insamlade näringen efter det att värdägget eller -larven dödats, samt av larven till köttflugan Miltogramma oestracea.